# Engelse mijl (lengtemaat)

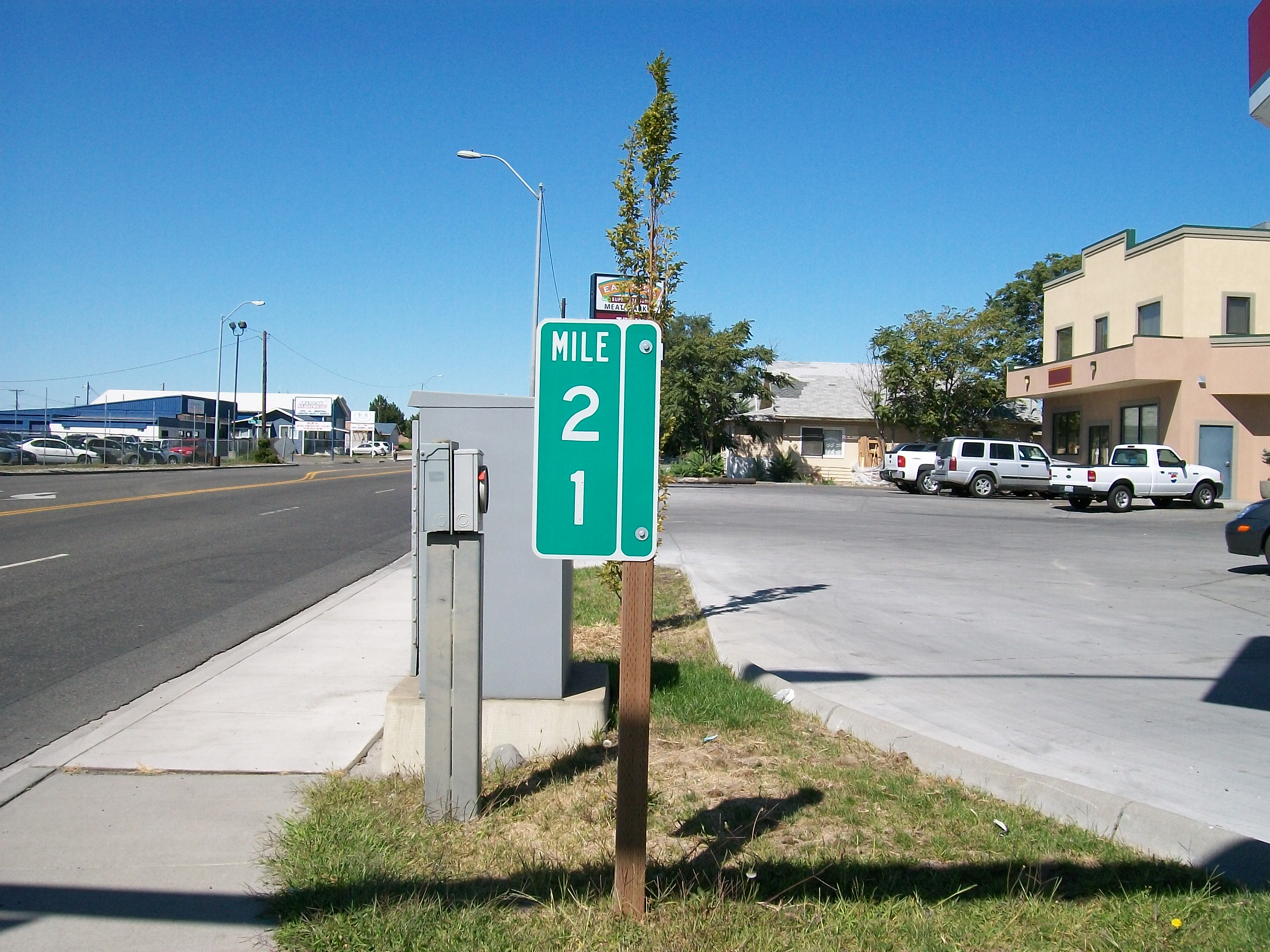
mijlpaal in Pasco

De Engelse mijl of mile (Engels: statute mile) is een lengtemaat die gelijk is aan 80 chain, d.i. 1760 yard ofwel 1609,344 meter. Het eenheidssymbool is mi.
Hoewel het geen SI-eenheid is, wordt deze lengte onder andere in de Verenigde Staten en Groot-Brittannië gebruikt. In de Verenigde Staten en Groot-Brittannië wordt de mijl in plaats van de kilometer gebruikt. Het woord 'mijl' is afkomstig van 'mille', Latijn voor duizend. Duizend dubbele passen van een Romeinse soldaat kwamen overeen met 1470 tot 1490 meter. (Het Latijnse woord voor een mijl is mille passuum; pluralis: milia passuum).
De 'mijl' is ook een afstand in de atletiek, de laatst overgebleven officiële loopafstand met een Engelse afstand. De 10 Engelse mijl is een veel gelopen afstand. Zowel in de atletiek als in het schaatsen wordt de 1500m wel de 'metrische mijl' genoemd.